# Alastor arnoldi
Alastor arnoldi är en stekelart som beskrevs av Schulthess 1925. Alastor arnoldi ingår i släktet Alastor och familjen Eumenidae. Inga underarter finns listade i Catalogue of Life.